# Mecanoenergetica
Mecanoenergetica Drobeta-Turnu Severin este o companie producătoare de echipamente pentru hidrocentrale și termocentrale din România.
Compania a realizat o cifră de afaceri de 8 milioane lei (2,2 milioane euro) în primele nouă luni din anul 2005.